# Slag bij Celaya
De Slag bij Celaya was een veldslag in de Mexicaanse Revolutie. Hij werd gevochten van 6 tot 15 april 1915. Álvaro Obregón, een generaal van president Venustiano Carranza, versloeg de rebellen van Pancho Villa. Obregon wist zich succesvol te verdedigen tegen de artillerie en de cavalerieaanvallen van Villa. Er vielen ongeveer 10.000 slachtoffers, waardoor het mogelijk de bloedigste veldslag uit de geschiedenis van Amerika is. De Slag bij Celaya betekende het begin van het einde voor Villa en het was een keerpunt in de Mexicaanse Revolutie.
Tijdens de slag verloor Obregón een arm.